# Монте Сан Джовани Кампано
Мо̀нте Сан Джова̀ни Кампа̀но (на италиански: Monte San Giovanni Campano) е град и община в Централна Италия, провинция Фрозиноне, регион Лацио. Разположен е на 438 m надморска височина. Населението на общината е 12 796 души (към 2010 г.).